# Ancistrorhynchus schumanii
Ancistrorhynchus schumanii es una orquídea epífita originaria del oeste de África tropical.

## Distribución y hábitat
Estas orquídeas epífitas monopodiales son medianas a pequeñas y se encuentran en Camerún, Gabón, Nigeria y Zaire, en los densos bosques.

## Descripción
Son plantas de tamaño pequeño que prefieren clima cálido a fresco y son monopodiales epífitas colgantes con un tallo envuelto por hojas y vainas oblongas, con el ápice bi-lobulado que florece en una corta inflorescencia con 1 a 3 flores de 1 cm de ancho.

## Taxonomía
Ancistrorhynchus schumanii fue descrito por (Lindl.) Luer y publicado en Kew Bull. 1948, 281 (1948)
Etimología
Ancistrorhynchus: nombre genérico que se refiere a la forma de cuerno del rostelo.
schumanii: epíteto otorgado en honor de Schumann (botánico alemán de 1800)("
Sinonimia
- Angraecum schumannii Kraenzl. 1889;
- Mystacidium schumannii (Kraenzl.) Rolfe 1897;
- Phormangis schumannii (Kraenzl.) Schltr. 1918;
- Tridactyle schumannii (Kraenzl.) Summerh. 1936[1][3][4]